# Alive in Athens
Alive in Athens è un disco live della band heavy metal Iced Earth. L'album fu registrato nel gennaio 1999 ad Atene durante il "Something Wicked This Way Comes" tour.

## Tracce
Testi e musiche di Jon Schaffer, eccetto dove indicato.

### Disco 1
1. Burning Times – 4:06 (Matt Barlow, Schaffer)
2. Vengeance Is Mine – 4:42 (testo: Barlow – musica: Randall Shavwer, Schaffer)
3. Pure Evil – 6:32 (musica: Shavwer, Schaffer)
4. My Own Savior – 3:42 (testo: Barlow – musica: Schaffer, Jim Morris)
5. Melancholy (Holy Martyr) – 4:55
6. Dante's Inferno – 16:23
7. The Hunter – 4:09
8. Travel in Stygian – 9:02
9. Slave to the Dark – 3:52
10. A Question of Heaven – 8:17

### Disco 2
1. Dark Saga – 4:02
2. The Last Laugh – 4:38 (testo: Barlow – musica: Shavwer, Schaffer)
3. Last December – 3:37
4. Watching Over Me – 4:53
5. Angels Holocaust – 4:31
6. Stormrider – 4:50 (musica: Shavwer, Schaffer)
7. The Path I Choose – 5:44 (musica: Shavwer, Schaffer)
8. I Died for You – 4:44
9. Prophecy – 6:10
10. Birth of the Wicked – 5:42
11. The Coming Curse – 8:56
12. Iced Earth – 6:58
13. Colors – 5:13 (musica: Shavwer, Schaffer) – bonus track nella ristampa del 2008

### Disco 3
1. Stand Alone – 3:30 (Barlow, Schaffer)
2. Cast In Stone – 6:02 (testo: Barlow – musica: Shavwer, Schaffer, Dave Abell)
3. Desert Rain – 7:02 (musica: Schaffer, Abell)
4. Brainwashed – 5:12 (musica: Shavwer, Schaffer)
5. Disciples of the Lie – 4:11
6. When the Night Falls – 7:47
7. Diary – 5:52 (testo: Barlow – musica: Shavwer, Schaffer, Abell)
8. Blessed You Are – 5:46
9. Violate – 3:53

## Formazione
- Jon Schaffer - chitarra
- Matthew Barlow - voce
- James MacDonough - basso
- Larry Tarnowski - chitarra
- Rick Risberg - tastiera
- Brent Smedley - batteria